# 2296 Kugultinov
2296 Kugultinov eller 1975 BA1 är en asteroid i huvudbältet som upptäcktes den 18 januari 1975 av den ryska astronomen Ljudmila Tjernych vid Krims astrofysiska observatorium på Krim. Den har fått sitt namn efter den sovjetisk-kalmuckiske nationalpoeten David Kugultinov (kalmuckiska: Көглтин Дава,  1922–2006).
Asteroiden har en diameter på ungefär tjugoen kilometer och den tillhör asteroidgruppen Themis.